# Saussurea chamarensis
Saussurea chamarensis là một loài thực vật có hoa trong họ Cúc. Loài này được Peschkova miêu tả khoa học đầu tiên năm 1977.